# 新島警察署
新島警察署（にいじまけいさつしょ）は、警視庁が管轄する警察署の一つである。
警視庁第一方面に属し、新島村と神津島村を管轄している。署員数、約20名。

## 管轄区域
- 大島支庁 新島村、神津島村

## 所在地
- 東京都新島村本村三丁目13番4号

## 沿革
- 1893年（明治26年）：新島、神津島にそれぞれ巡査1名を派遣。
- 1901年（明治34年）：新島警部出張所として発足。
- 1919年（大正8年）：京橋築地警察署新島分署となる。
- 1926年（大正15年）：新島警察署に昇格。
- 1947年（昭和22年）：三宅島警察署開設。本署から分離。
- 1999年（平成11年）：現庁舎完成。

## 組織
- 署長（警視）
- 警務係 - 総務、警務、教養、留置、会計、厚生
- 警備係 - 事務(交)、交通捜査、外勤(交)、機動警ら、警備、公安、地域
- 捜査係 - 捜査、記録、鑑識、防犯、生活安全相談、保安、生活経済、生活環境、少年、組織犯罪対策、暴力団 対策、薬物銃器対策

## 駐在所

### 新島村
- 若郷駐在所（新島村若郷6番11号）
- 式根島駐在所（新島村式根島211番地1）

### 神津島村
- 神津島北駐在所（神津島村125番地）
- 神津島南駐在所（神津島村1091番地）